# 高羅芳光
高羅 芳光（こうら よしみつ、1902年3月4日 - 1984年5月14日）は、日本の経営者。富士通社長、会長を務めた。山口県出身。

## 来歴・人物
1929年に慶應義塾大学経済学部を卒業し、同年に富士電機製造に入社。1947年に富士通信機製造に転じ、1949年に取締役に就任し、常務、専務、副社長を経て、1970年5月に社長に就任した。1974年11月から相談役を務めた。
1971年4月に藍綬褒章を受章し、1978年に勲二等瑞宝章を受章。
1984年5月14日、脳梗塞のために死去。82歳没。